# Acalypha parvula
Acalypha parvula är en törelväxtart som beskrevs av Joseph Dalton Hooker. Acalypha parvula ingår i släktet akalyfor, och familjen törelväxter.

## Underarter
Arten delas in i följande underarter:
- A. p. chathamensis
- A. p. parvula
- A. p. reniformis
- A. p. strobilifera